# Timothy Mickelson
Timothy Carl Mickelson (Deerfield, 12 de noviembre de 1948-Woodinville, 30 de agosto de 2017) fue un deportista estadounidense que compitió en remo.
Participó en los Juegos Olímpicos de Múnich 1972, obteniendo una medalla de plata en la prueba de ocho con timonel. Ganó una medalla de oro en el Campeonato Mundial de Remo de 1974.

## Palmarés internacional
| Juegos Olímpicos   | Juegos Olímpicos | Juegos Olímpicos | Juegos Olímpicos |
| Año                | Lugar            | Medalla          | Prueba           |
| ------------------ | ---------------- | ---------------- | ---------------- |
| 1972               | Múnich (RFA)     | Medalla de plata | Ocho con timonel |
| Campeonato Mundial |                  |                  |                  |
| Año                | Lugar            | Medalla          | Prueba           |
| 1974               | Lucerna (Suiza)  | Medalla de oro   | Ocho con timonel |